# MacBinary
MacBinary ist ein Archiv-Format für Computer der Firma Apple unter klassischem Mac OS, mit dem die Metadatenstruktur des Hierarchical File System mitgespeichert werden kann.
Das Format ist ähnlich dem von BinHex, wobei anstatt von dessen ASCII-Text-Codierung mit Binärcodierung gearbeitet wird. Die verwendete Dateinamenserweiterung ist in der Regel .bin.
Die erste Version des Formates wurde 1985 veröffentlicht. Zwei Jahre später kam die aktualisierte Version II, um das Format an Neuerungen des Mac OS anzupassen. Mit Mac OS 8 wurden weitere Änderungen notwendig. Dies führte zur Veröffentlichung von MacBinary III im Jahr 1996.
Für Mac OS X wurde das Format weitgehend durch das Apple Disk Image (.dmg) abgelöst.